# Писаков, Прокофий Артёмович
Прокофий Артёмович Писаков — советский деятель сельского хозяйства, Герой Социалистического Труда.

## Биография
Родился в 1927 году в селе Надлак Новоархангельского района Первомайского округа Украинской ССР. Член КПСС.
Участник Великой Отечественной войны в составе 12-го стрелкового полка.
В 1947—1958 гг. — механизатор, агроном колхоза имени Будённого (центральная усадьба — село Надлак) Новоархангельского района Кировоградской области.
В 1958—1987 гг. — агроном, главный агроном колхоза «Зоря комунизму» Новоархангельского района Кировоградской области Украинской ССР.
Указом Президиума Верховного Совета СССР от 15 декабря 1972 года за большие успехи, достигнутые в увеличении производства и продажи государству зерна, других продуктов земледелия, и проявленную трудовую доблесть на уборке урожая присвоено звание Героя Социалистического Труда с вручением ордена Ленина и золотой медали «Серп и Молот».
Умер в селе Надлак в 1994 году.

## Награды и звания
- Герой Социалистического Труда (15.12.1972).
- орден Ленина (08.04.1971; 15.12.1972)
- орден Октябрьской Революции (22.12.1977)
- орден Отечественной войны II степени (11.03.1985)
- орден Трудового Красного Знамени (31.12.1965)